# Der Führer (tidning)
Der Führer var en nazistisk tidning som utkom från 1927 till 1945. Tidningen var huvudorgan för Gau Baden och utgivare var Badens Gauleiter Robert Wagner.